# Bunmei Ibuki

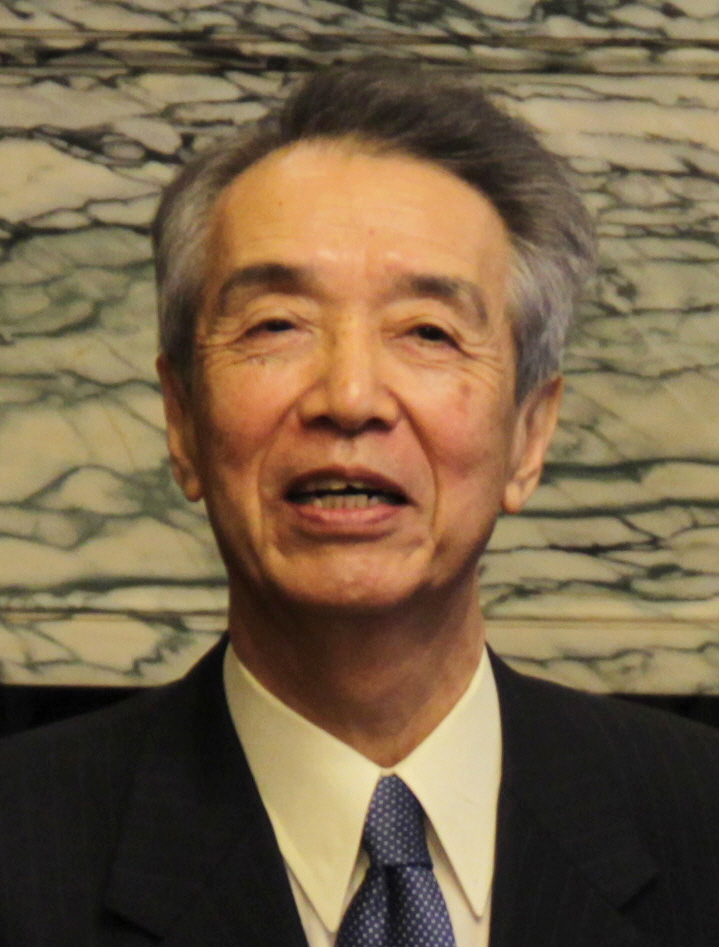
Bunmei Ibuki

Bunmei Ibuki (jap. 伊吹 文明 Ibuki Bunmei; * 9. Januar 1938 in Kyōto) ist ein ehemaliger japanischer Politiker. Er war von 1983 bis 2021 durchgehend Mitglied und 2012–14 Präsident des Unterhauses des Nationalparlaments, mehrfach Minister und von 2007 bis 2008 Generalsekretär der Liberaldemokratischen Partei (LDP). Innerhalb der Partei führte er von 2005 bis 2012 die Ibuki-Faktion (offiziell: Shisuikai).
Ibuki studierte bis 1960 Wirtschaftswissenschaften an der Universität Kyōto. Anschließend war er Beamter im Finanzministerium. 1983 wurde er erstmals im damaligen SNTV-Fünfmandatswahlkreis 1 der Präfektur Kyōto ins Unterhaus gewählt und danach elfmal bestätigt, nach der Einführung von Einmandatswahlkreisen in den 1990er Jahren im neuen Einmandatswahlkreis Kyōto 1, bei der LDP-Erdrutschniederlage 2009 nur im Verhältniswahlblock Kinki. Von September 1997 bis Juli 1998 war er Arbeitsminister im Kabinett von Ryūtarō Hashimoto. Unter Premierminister Yoshirō Mori war er zwischen 2000 und 2001 Vorsitzender der Nationalen Kommission für öffentliche Sicherheit und Staatsminister für Katastrophenschutz. Von 2006 bis 2007 war Ibuki Bildungsminister im Kabinett von Shinzō Abe. Kurz nach seinem Amtsantritt hatte er sich dagegen ausgesprochen, Englisch als Fremdsprache verpflichtend in die Lehrpläne japanischer Grundschulen aufzunehmen: „Es gibt keinen Grund Englisch zu lernen, solange die Kinder nicht schönes Japanisch sprechen“.
Nach Abes Rücktritt wurde er unter dem Parteivorsitzenden Yasuo Fukuda, den seine Faktion bei der Wahl gegen Tarō Asō unterstützt hatte, Generalsekretär der LDP. Bei der Kabinettsumbildung am 1. August 2008 ernannte Fukuda Ibuki zum Finanzminister, Nachfolger als Generalsekretär wurde Tarō Asō. Als dieser einen Monat später zum Parteivorsitzenden und Premierminister gewählt wurde, ersetzte er Ibuki durch Shōichi Nakagawa. Im neuen Kabinett war Ibukis Einfluss gewachsen: die Ibuki-Faktion war dort mit drei Ministern vertreten. Bei der für die LDP verheerenden Unterhauswahl 2009 verlor Ibuki seinen Wahlkreis an den Demokraten Tomoyuki Taira, wurde aber über den Verhältniswahlblock Kinki wiedergewählt.
Bei der Unterhauswahl 2012 erhielt Ibuki weniger Stimmen als 2009, konnte seinen Wahlkreis mit weniger als einem Drittel der Stimmen aber in einem zersplitterten Kandidatenfeld zurückgewinnen. Anschließend wurde er zum Präsidenten des Unterhauses gewählt. Den Vorsitz der bisherigen Ibuki-Faktion übernahm Toshihiro Nikai. Ibuki ist, wie Premier Abe und weitere Kabinett- und LDP-Parteimitglieder, Mitglied der als revisionistisch geltenden Nippon Kaigi.
Zur Unterhauswahl 2021 zog sich Ibuki aus der Politik zurück.
Ibukis Ehefrau Yūko ist eine Enkelin von Takahashi Ryūtarō, dem Eigentümer des Baseball-Teams Takahashi Unions, Vorsitzenden des japanischen Fußballverbandes, Ryokufūkai-Oberhausabgeordneten und Ministers für Internationalen Handel und Industrie der Nachkriegszeit.